# Acanthoplus longipes
Acanthoplus longipes is een rechtvleugelig insect uit de familie sabelsprinkhanen (Tettigoniidae). De wetenschappelijke naam van deze soort is voor het eerst geldig gepubliceerd in 1845 door Charpentier.
1. ↑  (en) Acanthoplus longipes op de IUCN Red List of Threatened Species.